# Gary Staines
Gary Staines (Reino Unido, 3 de julio de 1963) es un atleta británico retirado especializado en la prueba de 5000 m, en la que ha conseguido ser subcampeón europeo en 1990.

## Carrera deportiva
En el Campeonato Europeo de Atletismo de 1990 ganó la medalla de plata en los 5000 metros, corriéndolos en un tiempo de 13:22.45 segundos, llegando a meta tras el italiano Salvatore Antibo y por delante del polaco Sławomir Majusiak (bronce con 13:22.92 segundos).